# Fleur Agema

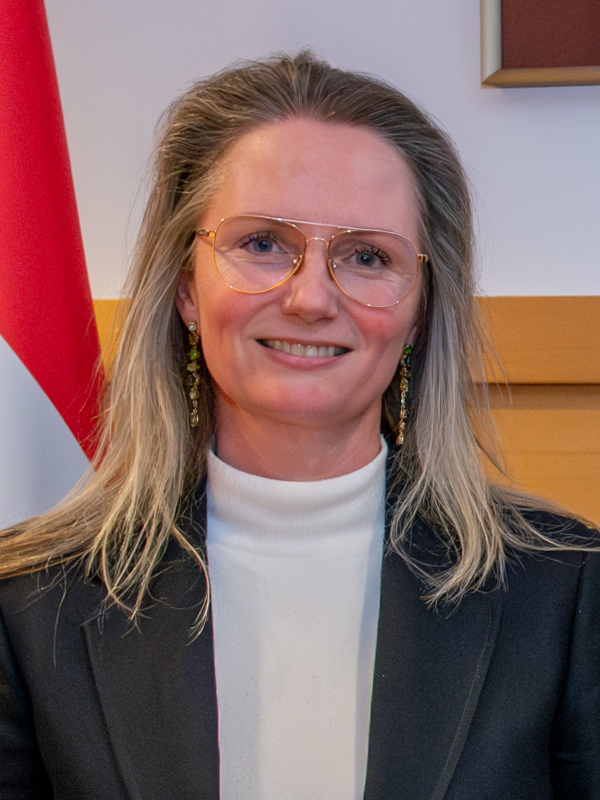
Fleur Agema (2025)

Marie-Fleur (Fleur) Agema (* 16. September 1976 in Purmerend, Nordholland) ist eine niederländische Politikerin (PVV). Im Kabinett Schoof war sie von 2. Juli 2024 bis 3. Juni 2025 stellvertretende Ministerpräsidentin und Ministerin für Gesundheit, Gemeinwohl und Sport.

## Leben
Nach dem Architektur-Studium arbeitete sie von 1999 bis 2003 bei einem Architekturbüro, wo sie Entwürfe erstellte und als Projektleiterin tätig war. Sie trat 2002 der Lijst Pim Fortuyn (LPF) bei und zog als Abgeordnete in die Provinzialstaaten von Nordholland ein. Nachdem sie wegen interner Streitigkeiten 2004 aus der LPF ausgetreten war, blieb sie als Parteilose in den Staten vertreten.
2006 knüpfte sie Kontakte zu Geert Wilders, der die von ihm gegründete PVV als Nachfolgepartei der LPF versteht und Agema persönlich für den Listenplatz 2 bei der Wahl zur Zweiten Kammer der Generalstaaten nominierte. Seit dem 30. November 2006 sitzt sie für die PVV im Parlament. Dort beschäftigt sie sich mit Volksgesundheit, Sport, Jugend, Familien und Subventionen.
Im Dezember 2012 teilte Agema mit, dass bei ihr Multiple Sklerose diagnostiziert wurde. Im Februar 2015 kam ihre Tochter zur Welt.
Am 2. Juli 2024 wurde sie im Kabinett Schoof als stellvertretende Ministerpräsidentin und Ministerin für Gesundheit, Gemeinwohl und Sport vereidigt. Am 3. Juni 2025 schied ihre Partei aus der Regierung und sie somit aus ihren Ämtern aus.